# Samir Hassan
Pour les articles homonymes, voir Hassan.
Samir Hassan (en arabe : سمير حسن) est un judoka sénégalais. 

## Carrière
Samir Hassan remporte une médaille d'or individuelle et une médaille d'or par équipes aux Championnats d'Afrique de judo 1964 à Dakar. Aux Jeux africains de 1965 à Brazzaville, il est médaillé d'or dans la catégorie des moins de 80 kg et médaillé d'or par équipes. Il participe cette année-là aux Championnats du monde à Rio de Janeiro dans la catégorie des moins de 80 kg.